# Chaleponcus polechancus
Chaleponcus polechancus är en mångfotingart som beskrevs av Kraus 1966. Chaleponcus polechancus ingår i släktet Chaleponcus och familjen Odontopygidae. Inga underarter finns listade i Catalogue of Life.